# 青木仁
青木 仁（あおき ひとし、1952年 - ）は、日本の都市計画学者。

## 略歴
東京都墨田区生まれ。東京大学大学院修士課程修了（中世ロマネスク建築史専攻）。建設省を経て、東京電力技術開発研究所主席研究員。 2008年滋賀大学産業共同研究センター客員研究員。

## 著書
- 『快適都市空間をつくる』中公新書 2000年
- 『なぜ日本の街はちぐはぐなのか 都市生活者のための都市再生論』日本経済新聞社 2002年
- 『日本型魅惑都市をつくる』日本経済新聞社 2004年
- 『日本型まちづくりへの転換 ミニ戸建て・細街路の復権』学芸出版社 2007年

### 共編著
- 『まち路地再生のデザイン 路地に学ぶ生活空間の再生術』宇杉和夫,井関和朗,岡本哲志共編著 彰国社 2010年